# K’inich K’an Joy Chitam II
K’inich K’an Joy Chitam II znany też jako Kan Xul II i K’an Hok’ Chitam II (ur. 2 listopada 644, zm. ok. 721 roku) – majański władca miasta Palenque i następca K’inich Kan Bahlama II.
Był synem Pakala Wielkiego i Tz’akbu Ajaw. Na tron wstąpił 30 maja 702 roku po śmierci swojego starszego brata. Prawdopodobnie miał jeszcze brata o imieniu Tiwol Chan Mat. Niewiele wiadomo o wczesnym okresie jego rządów, poza tym, że zajmował się wznoszeniem nowych budowli.
W 711 roku królestwo Toniná, które kilkanaście lat wcześnie zdobył K’inich Kan Bahlam II, wykorzystując osłabienie Palenque rozpoczęło wojnę, w wyniku której do niewoli dostał się K’inich K’an Joy Chitam II. Jeden z pomników odkrytych w Toniná przedstawia króla Palenque jako związanego jeńca oraz krótką wzmiankę o prowadzonej wojnie. Prawdopodobnie miała to być zemsta za poniesioną niegdyś porażkę.
Nie wiadomo dokładnie co stało się z władcą, ale pewne jest to, że nie zgładzono go zaraz po schwytaniu. Możliwe, że spędził w niewoli dłuższy czas, ale przeżył. Na pomniku z Toniná został przedstawiony z królewskimi symbolami władzy, co było sprzeczne ze zwyczajowym przedstawianiem jeńców. Majanista David Stuart zasugerował, że król powrócił do Palenque na co wskazywać ma uszkodzona, ale czytelna stela z jego imieniem z Piedras Negras datowana na 714 rok oraz inskrypcja ze Świątyni XVI z Palenque mówiąca o ceremonii z jego udziałem w 718 roku. Dodał, że mógł on odzyskać wolność, ale możliwe, iż musiał zostać wasalem lub lennikiem Toniny. Według Stuarta w czasie nieobecności władcy rządy sprawował regent o imieniu Ux Yop Huun.
Możliwe, że król żył do 721 roku, kiedy to na tron wstąpił jego następca K’inich Ahkal Mo’ Nahb III. W przeciwnym razie zmiana władcy nastąpiłaby szybciej.